# توقف الدوران الحراري الملحي

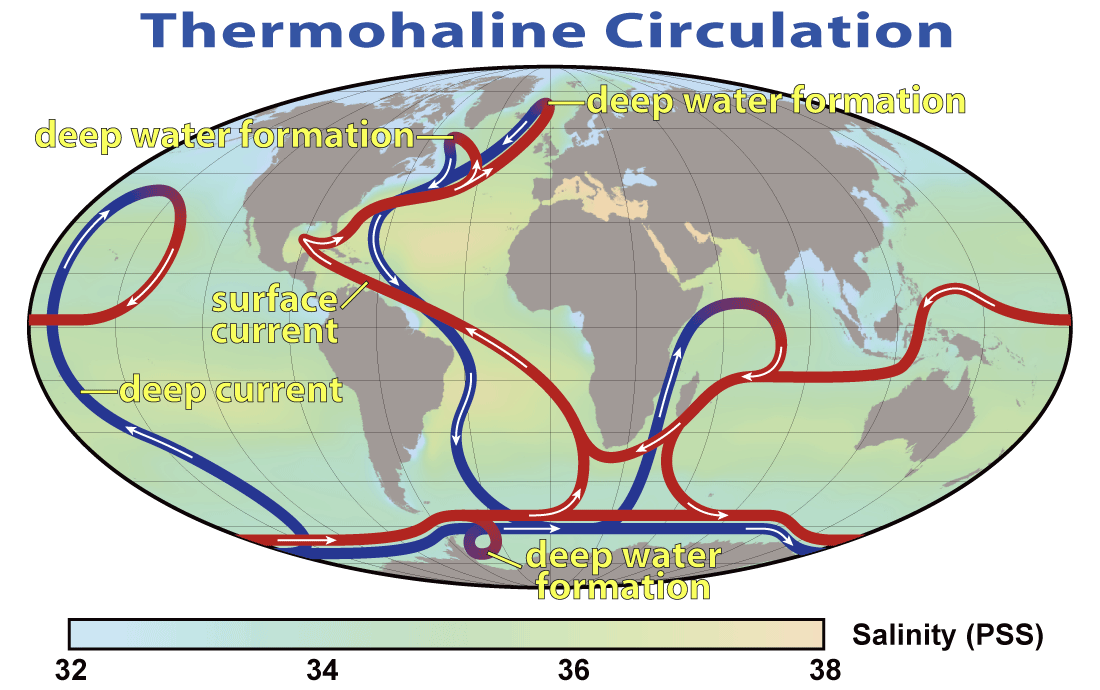
ملخص لمسار الدورة الحرارية الملحية. تمثل الممرات الزرقاء تيارات المياه العميقة، في حين أن الممرات الحمراء تمثل التيارات السطحية

يعتبر توقف أو تباطؤ الدوران الحراري الملحي من آثار الاحتباس الحراري.
وهناك بعض التكهنات أن الاحتباس الحراري يمكن، عن طريق توقف أو تباطؤ الدوران الحراري الملحي، أن يؤدي إلى التبريد الموضعي لمنطقة شمال الأطلنطي مما ينتج عنه تبريد أو احترار أقل بالمنطقة. يؤثر هذا بالتحديد في مناطق مثل الجزر البريطانية والدول الإسكندنافية التي تدفئها تيار شمال الأطلنطي. واحتمالات حدوث ذلك غير واضحة وهناك بعض الأدلة على استقرار تيار الخليج لكن هناك احتمال أن يضعف تيار شمال المحيط الأطلنطي ; وهناك دليل على ارتفاع درجة شمال أوروبا والمناطق القريبة من البحر وليس البعيدة، وعند الاقتران بنماذج الدورة العامة للغلاف الجوي للمحيطات يميل الدوران الحراري الملحي إلى الضعف وليس التوقف وتفوق آثار ارتفاع درجة الحرارة تأثير التبريد حتى في أوروبا.

## الدوران الحراري الملحي وعلاقته بالماء العذب
تنتقل الحرارة من أقطاب خط الاستواء غالبًا عن طريق الغلاف الجوي وكذلك عن طريق التيارات المائية بالمحيط ليختلط الماء الدافئ القريب من السطح بالماء البارد في المستويات الأعمق. وأفضل قطاع معروف في هذا الدوران هو الخاص بتيار الخليج والرياح الدوامية، التي تنقل الماء الساخن من البحر الكاريبي باتجاه الشمال، ويعتبر فرع تيار الخليج المتجه شمالًا وتيار شمال الأطلنطي جزءًا من الدوران الحراري الملحي (THC) التي تنقل درجة الحرارة المرتفعة شمال المحيط الأطلنطي بصورة أكبر حيث يساهم تأثيرها الحراري في رفع درجة حرارة أوروبا. وهناك بعض العوامل الأخرى الهامة مثل موجات الغلاف الجوي التي تحمل الهواء شبه الاستوائي شمالًا الذي قيل أنه يؤثر في مناخ الجزر البريطانية أكثر من تيار الخليج. ويزيد التبخر في شمال المحيط الأطلنطي من ملوحة الماء ويبردها كذلك مما يتسبب في زيادة كثافة الماء الموجود بالسطح، كما أن تكوين جليد الماء يزيد من ملوحة الماء. وعندما تزيد كثافة الماء ينزل لأسفل وتستمر دورة تيار الماء في اتجاه الجنوب. ويؤدي الاحتباس الحراري العالمي إلى زيادة الماء العذب في المحيطات الشمالية عن طريق ذوبان الأنهار الجليدية في جرينلاند وزيادة هطول الأمطار خاصة من خلال أنهار سيبريا. وبأي حال من الواضح أنه يمكن توفير الماء العذب لتفسير الدوران الحراري الملحي، وتعتبر فترات التجمد الهائل هي الفترة التي حدثت بها هذه الحالة على الرغم من عدم الاتفاق حول أسبابها.

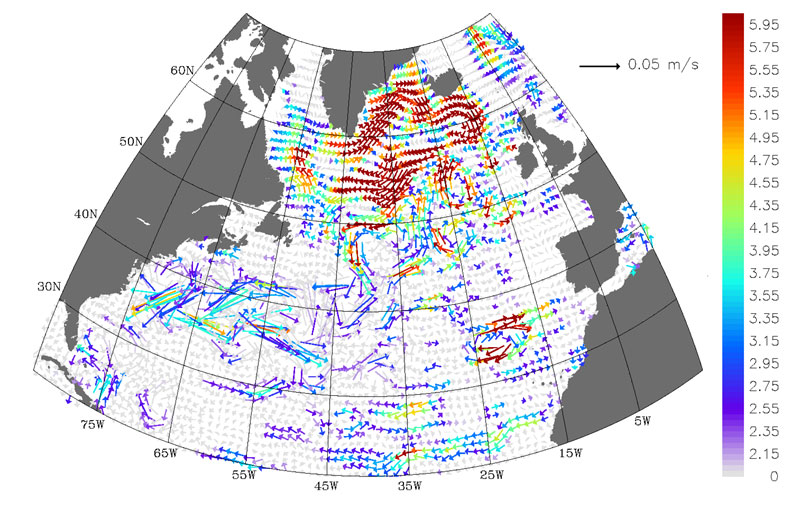
تشير النهاية الحمراء للطيف إلى بطء في عرض اتجاه التيارات المسرعة المأخوذ من بيانات مقياس الارتفاع ناسا باثفايندر في الفترة من مايو 1992 حتى يونيه 2002. المصدر: ناسا.

يخشى البعض أنه يمكن أن تتسبب ظاهرة الاحتباس الحراري في إحداث تحولات حادة وخطيرة في درجة الحرارة في أثناء العصر الجليدي الأخير: وسلسلة من التقلبات السريعة للمناخ التي ربما ترجع إلى دفع الماء العذب عند دوائر العرض القطبية لتقاطع الدورة الحرارية الملحية. ويمكن أن يكون حدث التجمد الهائل من هذا النوع أيضًا، (انظر شرح نظرية الفوضى للاطلاع على الأفكار ذات الصلة.) بالرغم من ذلك، يعتقد أن هذه الأحداث تسبب فيها الغطاء الجليدي لورينتايد وليس انصهار جليد البحر القطبي وتغيرات هطول الأمطار المرتبطة بزيادة المسطحات المائية المفتوحة بسبب الاحتباس الحراري. وبعيدًا عن أحداث الماء المنصهر فإن تدهور المناخ في العصر الجليدي الأخير اتضح أنه استغرق ما يقترب من 5000 عام، كما أنه في نماذج الدورة العامة للغلاف الجوي للمحيطات يميل الدوران الحراري الملحي إلى الضعف وليس التوقف وتفوق آثار ارتفاع درجة الحرارة تأثير التبريد، حتى على النطاق المحلي : فإن الهيئة الحكومية الدولية المعنية بتغير المناخ ذكر التقرير التقييمي الثالث أنه «حتى في النماذج التي يضعف فيها الدوران الحراري الملحي لا زال يوجد ارتفاع في درجة الحرارة في أوروبا». وأظهر النموذج الذي تم تشغيله حيث دُفعت الدورة الحرارية الملحية للتوقف بعض البرودة - محليًا تصل إلى 8 درجة مئوية (14 درجة فهرنهايت)— على الرغم من حدوث أعظم الحالات الشاذة فوق منطقة شمال المحيط الأطلنطي وليس فوق اليابسة، وبالرغم من ذلك فإن نماذج المناخ ليست متطورة بما فيه الكفاية في الوقت الحالي لتشمل العوامل المناخية التي تعطي تنبؤات صحيحة، على سيبل المثال: العودة الأخيرة للحمل الحراري العميق إلى دوامة القطب الفرعي في كل من بحري لابرادور وإيرمنغر والكمية المتنامية من الجليد فوق جرينلاند.
وتشير دراسات التيارات في فلوريدا أن التيار الخليجي يضعف بالتبريد ويصل لأقصى درجات الضعف (تقريبا ~10%) خلال العصر الجليدي الصغير.